# Feock
Feock est une paroisse civile et un village des Cornouailles, en Angleterre.
La paroisse civile de Feock inclut les villages de Carnon Downs, Chycoose, Devoran, Goon Piper, Harcourt, Killiganoon, Penelewey, Penpol, Porthgwidden, Restronguet Point, Trevilla, et Trelissick. 